# Vanand Peak
Der Vanand Peak (englisch; bulgarisch връх Вананд wrach Wanand) ist ein 3100 m hoher Berg im westantarktischen Ellsworthland. In der Sentinel Range des Ellsworthgebirges ragt er 8,8 km nordöstlich des Mount Vinson, 9,61 km östlich bis südlich des Mount Shinn, 5,89 km südlich bis östlich des Mount Segers und 8,73 km westsüdwestlich des Mount Waldron im Zinsmeister Ridge auf der Nordostseite des Vinson-Massivs auf. Der Dater-Gletscher liegt östlich, der Hinkley-Gletscher nordwestlich von ihm.
US-amerikanische Wissenschaftler kartierten ihn 1988. Die bulgarische Kommission für Antarktische Geographische Namen benannte ihn 2011 nach dem früheren bulgarischen Fürstentum Wanand im heutigen Armenien.